# Aleksandria
Aleksandria (arab. ‏الإسكندرية‎, Al-Iskandarijja; łac. Alexandria; stgr. Ἀλεξάνδρεια, Aleksandreia;

Nowy gmach Biblioteki Aleksandryjskiej

kopt. ⲣⲁⲕⲟϯ, Rakodī) – drugie co do wielkości miasto w Egipcie (z liczbą 4,11 mln mieszkańców w 2006) i aglomeracja z liczbą 4,48 mln mieszkańców w 2008, co stawia ją na szóstym miejscu wśród wszystkich aglomeracji Afryki. Leży nad brzegiem Morza Śródziemnego, jest największym portem Egiptu, siedzibą władz muhafazy aleksandryjskiej, ważnym ośrodkiem przemysłowym, handlowym i naukowym oraz kulturalną stolicą kraju.
Od 1942 r. w mieście działa uniwersytet państwowy.

## Historia
Zgodnie z tradycją i opisami historyków starożytnych miasto założył Aleksander Macedoński 7 kwietnia 332 roku p.n.e. według projektu Dejnocharesa, architekta znanego z przebudowy Efezu. Według opublikowanego w „New Scientist” artykułu autorstwa Alaina Verona i współpracowników z Uniwersytetu Paula Cézanne’a w Aix-en-Provence, miasto (pod nazwą Rhakotis) istniało w tym miejscu już od 2686 roku p.n.e., a Aleksander doprowadził jedynie do rozbudowy miasta i nazwał je swoim imieniem, co nie umniejsza zasług władcy Macedonii dla rozwoju tego miasta jako ośrodka handlu i kultury promieniującego na cały obszar basenu Morza Śródziemnego.
W starożytności i w średniowieczu ośrodek życia kulturalnego i wielki port Morza Śródziemnego. Za rządów Ptolemeuszów był stolicą Egiptu (ustanowiona przez Ptolemeusza I Sotera). Miasto zostało przebudowane na planie siatki hippodamejskiej. Na zachód od murów miejskich zlokalizowane zostały nekropolie i ogrody. We wschodniej części znajdowała się dzielnica egipska, która zachowała wcześniejszą nazwę miasta – Rhakotis, granicząca z dzielnicą królewską (grecką) stanowiącą serce metropolii. Położona w pobliżu miasta wyspa Faros połączona była z miastem groblą, zwaną Heptastadionem rozdzielającą dwa porty – Wielki Port i Eunostos. W I wieku liczba mieszkańców płci męskiej w Aleksandrii wynosiła 180 tysięcy.
Za czasów rzymskich była siedzibą władz prowincji.
Pod koniec starożytności jeden z czterech największych ośrodków chrześcijaństwa w basenie Morza Śródziemnego (pozostałe to Antiochia Syryjska, Konstantynopol i Rzym). Starożytni mówiąc o mieście stosowali zwrot Aleksandria przy Egipcie, a nie Aleksandria w Egipcie, bowiem pod względem prawno-administracyjnym nie stanowiła ona części Egiptu.
Aleksandria była stolicą Egiptu przez blisko tysiąc lat, tj. do 641 naszej ery, kiedy to kraj został podbity przez muzułmanów. W późniejszych wiekach, po przeniesieniu stolicy do Kairu, stopniowo traciła na znaczeniu. Swą pozycję ponownie odzyskała w czasach nowożytnych.
W Aleksandrii powstała grecka Septuaginta, pierwsze tłumaczenie Starego Testamentu dokonane przez Żydów aleksandryjskich.
O Aleksandrii i jej mieszkańcach można znaleźć wzmianki w Biblii. Aleksandryjczycy, czyli Żydzi z Aleksandrii, znajdowali się wśród tych, którzy toczyli spór ze świętym Szczepanem przed jego rozprawą. Aleksandria była rodzinnym miastem Apollosa. Z miasta pochodziły również dwa statki, którymi św. Paweł z Tarsu podróżował jako więzień do Rzymu (Dz 6:9; 18:24; 27:6; 28:11).

## Aleksandria dzisiaj

### Podział administracyjny

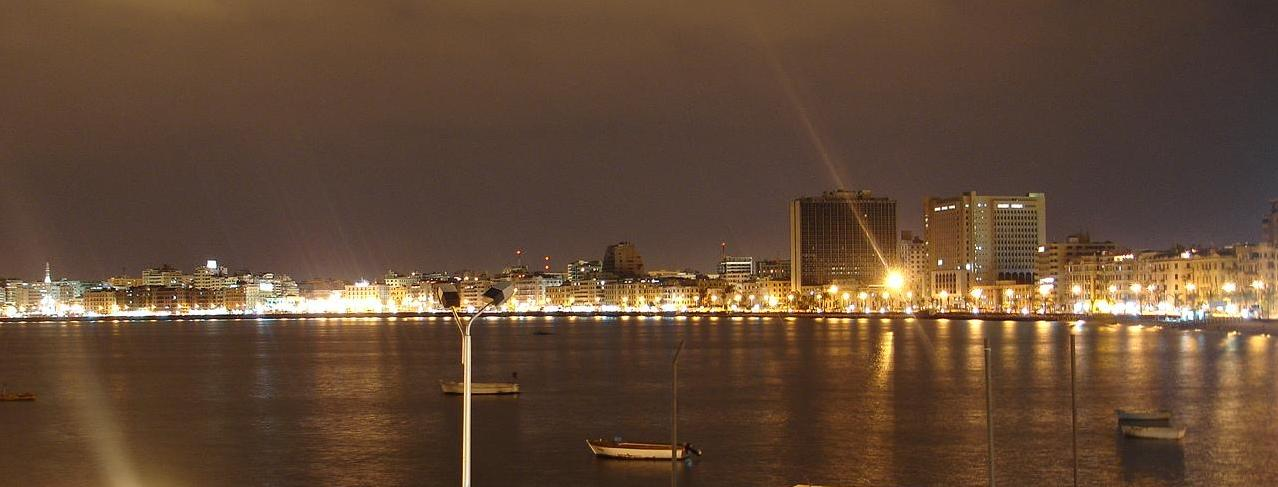
Aleksandria nocą

Współczesna Aleksandria dzieli się na 6 okręgów administracyjnych:
- Montaza: 1 190 287 mieszkańców
- Sharak (Wschodnia Aleksandria): 985 786 mieszkańców
- Wassat (Aleksandria Centralna): 520 450 mieszkańców
- Amriya: 845 845 mieszkańców
- Agamy (Zachodnia Aleksandria): 386 374 mieszkańców
- Gumrok: 145 558 mieszkańców

W skład aglomeracji miejskiej Aleksandrii wchodzą również dwa miasta:
- Borg al-Arab: 186,9 tys. mieszkańców
- New Borg al-Arab: 7,6 tys. mieszkańców

### Dzielnice miasta
- Agami
- Aleksandria – Port Wschodni
- Aleksandria – Port Zachodni
- Amreya
- Anfoushi
- Assafra
- Attarine

Fragment miasta od strony Nowej Biblioteki Aleksandryjskiej

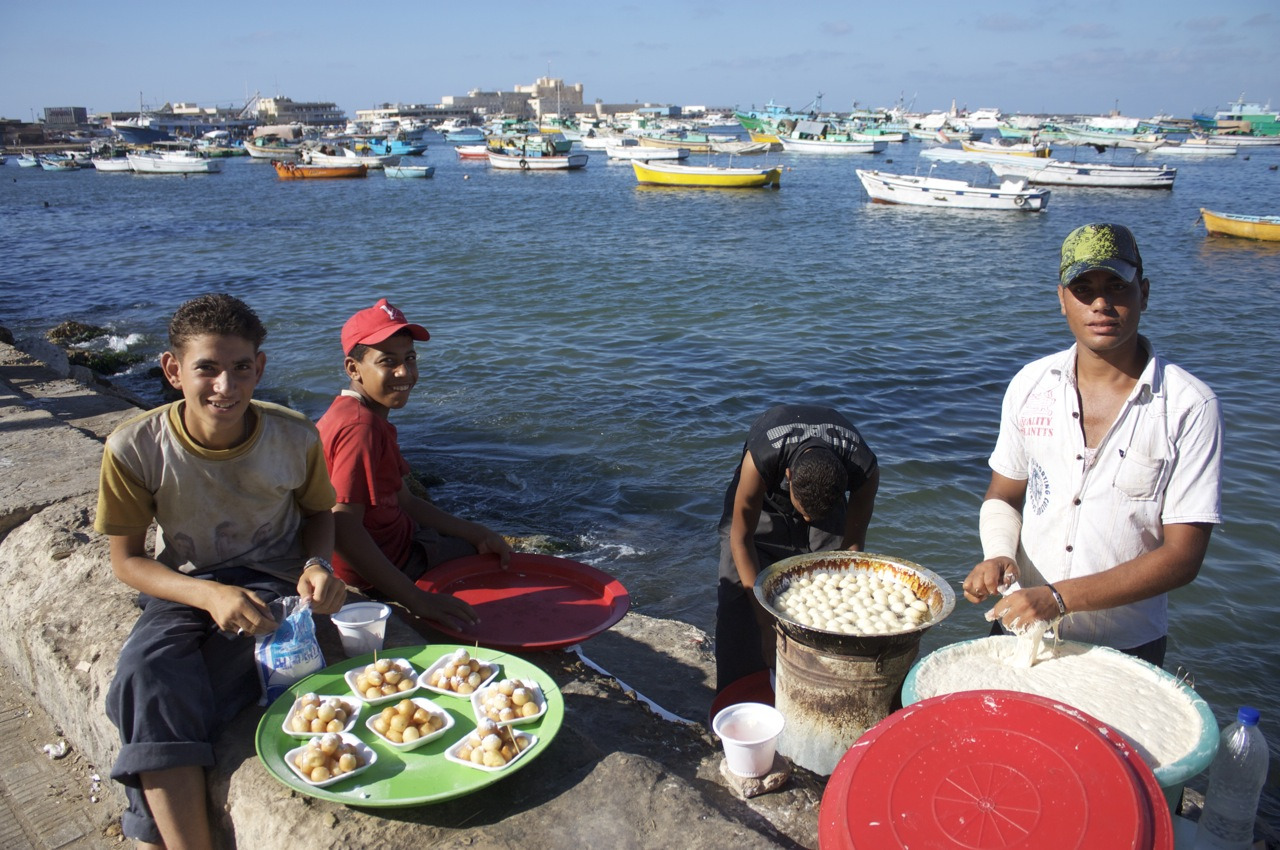
Mężczyźni smażący i sprzedający pączki na wybrzeżu Morza Śródziemnego w Aleksandrii

- Azarita (Mazarita, oryginalnie Lazarette)
- Bab Sidra
- Bahari
- Bachus
- Bulkeley (Bokla)
- Burg el-Arab
- Cleopatra
- Dekheila
- Śródmieście
- Fleming
- Gabbari (Qabbari)
- Gianaclis
- Glym (skrót od Glymenopoulos)
- Gumrok
- Hadara
- Ibrahimeya
- Kabbary (Qabbary)
- King Mariout
- Kafr Abdu
- Karmous (Karmouz)
- Kom el-Dik (Kom el-Dekka)
- Labban
- Laurent
- Maamoura Beach
- Maamoura
- Mafrouza
- Mandara
- Manshiyya
- Mex
- Miami
- Montaza
- Muharram Bey
- Mustafa Kamel
- Ramleh (el-Raml)
- Ras el-Tin
- Rushdy
- Saba Pasha
- San Stefano
- Shatby
- Schutz
- Sidi Bishr
- Sidi Gaber
- Smouha
- Sporting
- Stanley
- Syouf
- Tharwat
- Victoria
- Wardeyan
- Zizinia

### Place
- Orabiego, w śródmieściu
- Mansheya, w dzielnicy Mansheya
- Saad Zaghlul, w śródmieściu
- Tahrir (poprzednio Muhammada Alego, oryginalnie Place des Consuls), w śródmieściu
- Ahmeda Zewailego, w pobliżu Wabour El Mayah

### Mosty
- Stanleya
- Beja Muharrama

### Pałace
- Montaza
- Ras el-Tin
- Pałac prezydencki w dzielnicy Maamoura

### Szkoły, uczelnie, instytuty naukowe
- Sacred Heart Girls’ School (SHS) – w dzielnicy Roushdy
- Abbas Helmy High School
- Alexandria Institute of Technology (AIT)
- Alexandria Language School (ALS)
- Alexandria University
- Arab Academy for Science and Technology and Maritime Transport
- High Institute For Computers & Information Systems – HICIS Abo Qir
- Al-Madina al-Monawara High School
- Al-Ramml High School
- British School of Alexandria
- Collège de la Mère de Dieu
- Collège Saint Marc
- Deutsche Schule der Borromärinnen (DSB)
- Don Bosco
- Ecole Champollion
- Ecole Gérard
- Ecole Saint Gabriel
- Ecole Saint-Vincent de Paul
- Ecole Sainte Catherine
- Egyptian American School
- Egypt Modern School
- El Nasr Boys’ School
- El Nasr Girls’ College
- Gamal Abdel Naser High School
- Institution Sainte Jeanne-Antide
- Janaklees National School (JNS)
- Lycée La Liberté (Lycée Al-Horreya)
- Mubarak Technologichal School (MTS)
- Modern American School
- Riada Language School (RLS)
- Schutz American School
- Sidi Gaber Language School {SLS}
- Taymour English School (TES)
- Université Senghor
- Victoria College
- Zahran Language School (ZLS)

### Biblioteki

Nowoczesna Biblioteka Aleksandryjska

Biblioteka Aleksandryjska była kiedyś największą biblioteką świata. Została przypuszczalnie założona w III wieku p.n.e. za panowania króla Ptolemeusza II. Pierwszym obiektem była Świątynia Muz, czyli Museion (gr. Μουσείον). skąd wywodzi się dzisiejsze muzeum.
Biblioteka w swych długich dziejach kilkakrotnie padała ofiarą pożaru, a odtworzenie spalonych manuskryptów było kosztowne, czasami niemożliwe. Do dziś stopień zniszczeń dokonanych przez kolejnych podpalaczy jest sprawą kontrowersyjną. Nowoczesna Bibliotheca Alexandrina podjęła działalność w 2003 niemal w tym samym miejscu.

### Muzea
- Alexandria Aquarium
- Graeco-Roman Museum
- Royal Jewelry Museum
- Museum of Fine Arts
- Cavafy Museum

### Zoo, ogrody i parki
- Królewskie Ogrody Montaza
- Park Antoniades
- Ogrody Shallalat
- Zoo Aleksandryjskie
- Green Plaza
- Fantasy Land
- Plaża Maamoura Beach
- Marina

### Katakumby
- Katakumby Kom al-Shuqafa

### Kościoły

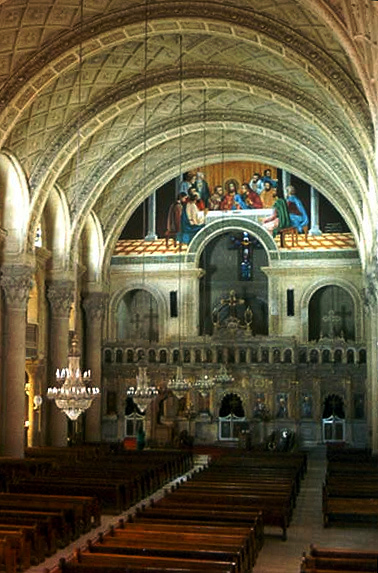
Koptyjska katedra św. Marka

- Aleksandra Newskiego (rosyjski prawosławny)
- Św. Anargyri (grecki prawosławny)
- Wniebowzięcia (grecki prawosławny)
- Św. Antoniego (grecki prawosławny)
- Archaniołów Gabriela i Michała (grecki prawosławny)
- Św. Katarzyny (grecki prawosławny)
- Św. Katarzyny (katolicki)
- Św. Cyryla z Aleksandrii (koptyjski prawosławny)
- Katedra Dormition, w dzielnicy Mansheya (greckokatolicki)
- Dormition (grecki prawosławny)
- Proroka Eliasza (grecki prawosławny)
- Św. Jerzego w dzielnicy Sporting (koptyjski prawosławny)
- Św. Jerzego (grecki prawosławny)
- Niepokalanego Poczęcia w dzielnicy Ibrahemeya (greckokatolicki)
- Kościół jezuicki w dzielnicy Cleopatra (katolicki)
- Św. Józefa w dzielnicy Fleming (greckokatolicki)
- Józefa z Arymatei (grecki prawosławny)
- Katedra św. Marka (koptyjski)
- Św. Marka w dzielnicy Shatby (katolicki, koptyjskokatolicki i koptyjski)
- Kaplica św. Marka i Nektariosa w dzielnicy Ramleh (grecki prawosławny)
- Św. Marka i Piotra z Aleksandrii (koptyjski prawosławny)
- NMP w dzielnicy Assafra (koptyjski prawosławny)
- NMP w dzielnicy Gianaclis (koptyjski prawosławny)
- Św. Miny w dzielnicy Fleming (koptyjski prawosławny)
- Św. Miny w dzielnicy Mandara (koptyjski prawosławny)
- Św. Mikołaja (grecki prawosławny)
- Św. Paraskewii (grecki prawosławny)
- Św. Sawy w dzielnicy Ramleh (grecki prawosławny)
- Św. Tekli Haymanot (koptyjski prawosławny)
- Kaplica św. Teodora (grecki prawosławny)
- Katedra Zwiastowania (grecki prawosławny)

### Meczety
- Ali ibn Abi Talib
- Bilal ibn Ribah
- El-Gamee el-Bahari
- Hatem
- Hoda el-Islam
- Abu el-Abbas el-Mursi
- El-Mowasah w dzielnicy Hadara
- Sharq el-Madina w dzielnicy Miami

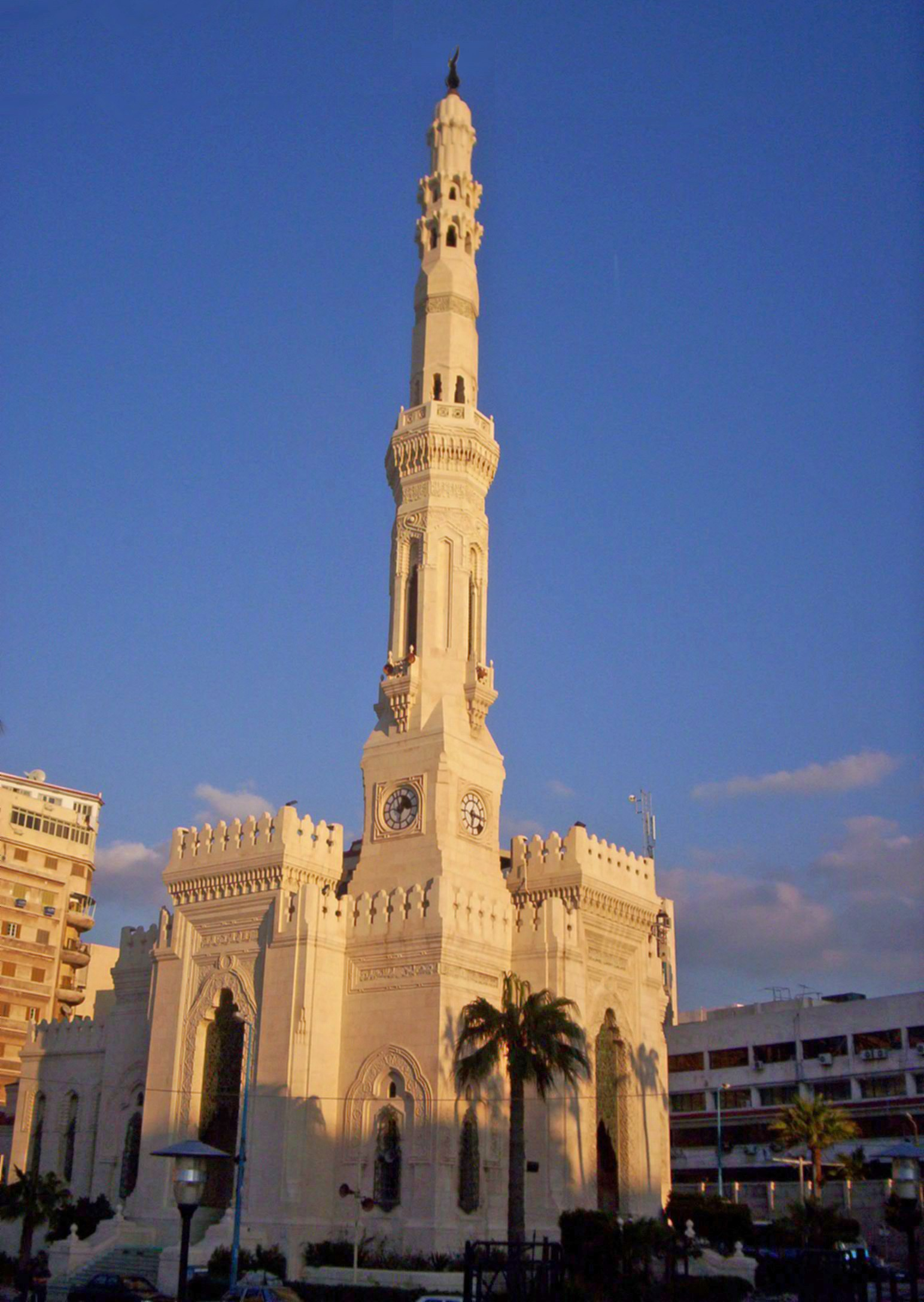
Meczet Qaed Ibrahim

- El-Shohadaa w dzielnicy Mostafa Kamel
- Qaed Ibrahim
- Yehia w dzielnicy Zizinya
- Sidi Beshr w dzielnicy Sidi Beshr
- Sidi Gaber w dzielnicy Sidi Gaber
- Asr El Islam w dzielnicy Sidi Gaber
- El Qabany w dzielnicy Fleming
- Abo El Nor w dzielnicy Bakos
- El Manara w dzielnicy Shaby
- Ansar El Haq w dzielnicy Sidi Beshr
- EL Sayda Amna w dzielnicy Sidi Gaber
- El Sadaka w dzielnicy Sidi Beshr
- Tag EL Ser w dzielnicy Victoria
- EL Fath w dzielnicy Semouha

### Synagogi
- Eliyahu Hanavi

## Klimat
| Miesiąc                                                          | Sty  | Lut  | Mar  | Kwi  | Maj  | Cze  | Lip  | Sie  | Wrz  | Paź  | Lis  | Gru  | Roczna |
| ---------------------------------------------------------------- | ---- | ---- | ---- | ---- | ---- | ---- | ---- | ---- | ---- | ---- | ---- | ---- | ------ |
| Średnie temperatury w dzień [°C]                                 | 18,4 | 19,3 | 20,9 | 24,0 | 26,6 | 28,6 | 29,7 | 30,4 | 29,6 | 27,6 | 24,1 | 20,1 | 24,9   |
| Średnie dobowe temperatury [°C]                                  | 13,4 | 13,9 | 15,7 | 18,5 | 21,2 | 24,3 | 25,9 | 26,3 | 25,1 | 22,0 | 18,7 | 14,9 | 20,3   |
| Średnie temperatury w nocy [°C]                                  | 9,1  | 9,3  | 10,8 | 13,4 | 16,6 | 20,3 | 22,8 | 23,1 | 21,3 | 17,8 | 14,3 | 10,6 | 15,5   |
| Opady [mm]                                                       | 52,8 | 29,2 | 14,3 | 3,6  | 1,3  | 0,0  | 0,0  | 0,1  | 0,8  | 9,4  | 31,7 | 52,7 | 195,9  |
| Średnia liczba dni z opadami                                     | 11,0 | 8,9  | 6,0  | 1,9  | 1,0  | 0,0  | 0,0  | 0,0  | 0,2  | 2,9  | 5,4  | 9,5  | 46,9   |
| Wilgotność [%]                                                   | 69   | 67   | 67   | 65   | 66   | 68   | 71   | 71   | 67   | 68   | 68   | 68   | 68     |
| Średnie usłonecznienie [h]                                       | 192  | 218  | 248  | 273  | 316  | 354  | 363  | 344  | 297  | 282  | 225  | 195  | 3307   |
| Źródło: Światowa Organizacja Meteorologiczna, climate-charts.com |      |      |      |      |      |      |      |      |      |      |      |      |        |

| Sty  | Lut  | Mar  | Kwi  | Maj  | Cze  | Lip  | Sie  | Wrz  | Paź  | Lis  | Gru  | Rok  |
| ---- | ---- | ---- | ---- | ---- | ---- | ---- | ---- | ---- | ---- | ---- | ---- | ---- |
| 18,3 | 17,3 | 17,4 | 18,3 | 20,7 | 24,0 | 26,5 | 27,6 | 27,2 | 25,5 | 22,5 | 20,2 | 22,1 |

## Znani mieszkańcy
- Ahmad Nazif
- Ariusz
- Demis Roussos
- Gamal Abdel Naser
- Georges Moustaki
- Kleopatra VII
- Konstandinos Kawafis
- Omar Sharif
- Rudolf Hess
- Giuseppe Ungaretti

### Znakomitości starożytnej Aleksandrii
- Ammonios Sakkas
- Archimedes
- Arystarch z Samotraki
- Atanazy Aleksandryjski[4]
- Cyryl Aleksandryjski
- Diofantos
- Dydym Aleksandryjski
- Eratostenes
- Euklides
- Filon z Aleksandrii
- Galen
- Heron z Aleksandrii
- Hypatia z Aleksandrii
- Kallimach
- Klaudiusz Ptolemeusz
- Hezychiusz z Aleksandrii
- Orygenes
- Ptolemeusz I Soter

### Biskupi i patriarchowie Aleksandrii
- biskupi Aleksandrii od czasów św. Marka.
- patriarchowie łacińscy (1215-1964).

## Informacje ogólne
Obecnie drugi co do wielkości ośrodek miejski Egiptu.
- Ludność: 4,48 mln mieszkańców
- Odległość od Kairu: 225 km na północny zachód
- Siedziba polskiego konsulatu honorowego.

## Gospodarka
W mieście rozwinął się przemysł elektromaszynowy, spożywczy, lekki, papierniczy, cementowy, hutniczy oraz rafineryjny. W mieście znajduje się węzeł kolejowy i drogowy oraz międzynarodowy port lotniczy.

## Zabytki oraz interesujące miejsca
- Pałac Montazah (siedziba króla Faruka)
- Twierdza Kajtbaj
- Pałac Ras-at-Tin
- Katakumby
- Serapejon
- Bruchejon
- Amfiteatr Rzymski
- Muzeum Sztuki Grecko-Rzymskiej
- Meczet Abu Al-Abbas
- Biblioteka Aleksandryjska
- Nowa Biblioteka Aleksandryjska

## Badania
Badania w Aleksandrii prowadził m.in. polski archeolog, prof. Kazimierz Michałowski. Kontynuuje je prof. Grzegorz Majcherek z Centrum Archeologii Śródziemnomorskiej Uniwersytetu Warszawskiego (polsko-egipska misja rekonstrukcyjna i archeologiczna na Kom el-Dikka w Aleksandrii). Ekspedycja ta odkopała m.in. pozostałości starożytnej akademii z czasów grecko-rzymskich. Odkryto 20 sal wykładowych o podobnej wielkości, które łącznie mogły pomieścić nawet 5000 uczniów.

## Opis miasta w starożytności

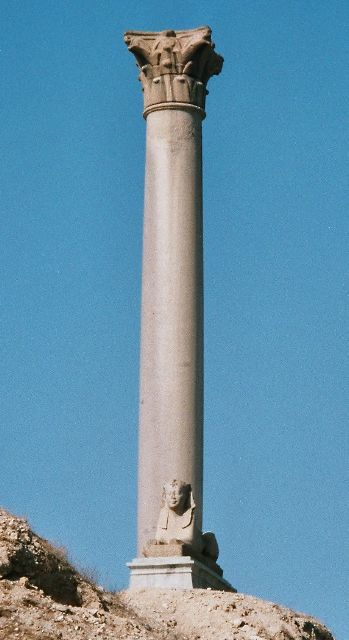
Kolumna Pompejusza

Aleksandria rozciągała się na mierzei oddzielającej Morze Śródziemne od jeziora Mareotis (obecnie Buhajrat Marjut), zbiornika zasilanego przez odnogi delty Nilu, którymi transportowane były do Wielkiego Portu aleksandryjskiego towary (głównie zboże) produkowane w Egipcie. Tamtędy też doprowadzano do miasta wodę pitną.
Miasto miało kształt chlamidy i rozciągało się na długości 30 stadiów (około 5,5 km), przy czym szerokość zabudowy między morzem a jeziorem sięgała 8 stadiów (około 1,5 km). Główna ulica miasta – szerokości 1 pletra (około 30 m) „Droga Kanopijska” – przemierzała Aleksandrię wzdłuż od Nekropolis na zachodzie aż po Bramę Kanopijską przed leżącym już za murami przedmieściem Eleusis. Wszystkie ulice przecinały się pod kątem prostym.
Wśród budowli wymieniano przede wszystkim Museion obejmujący sale teatralne, pracownie uczonych, jadłodajnię, zoo, oraz wielką bibliotekę założoną przez Ptolemeusza Sotera. Dyrektorem Museionu był kapłan mianowany przez królów, a w czasach rzymskich przez cesarzy. Najpiękniejszą budowlą miasta był Gimnazjon z portykiem długości stadionu (ok. 180 m). Obok znajdował się Paneion, czyli Belweder, ze świątynią Pana. Z jego szczytu rozciągał się widok na całe miasto.
Nad brzegiem morza rozciągała się dzielnica Basileia, gdzie mieściły się pałace (np. Pałac Lochias) i inne budowle wznoszone przez władców. Znajdował się tam także niewielki i zamknięty port królewski. W skład budowli królewskich wchodziła też Soma, nekropola królewska, gdzie znajdować się miał także grobowiec Aleksandra.
U wejścia do Wielkiego Portu znajdowała się wyspa Faros ze słynną i uznawaną za jeden z siedmiu cudów świata latarnią morską, a naprzeciwko portu królewskiego niewielka wysepka Antyrodos. Na łuku nadbrzeży portowych (Emporion) przed wielką groblą łączącą ląd stały z Faros, a zwaną Heptastadionem, znajdował się teatr, a obok niego Poseidonion. Po zachodniej stronie Heptastadionu rozciągały się port Eunostos i niewielki sztuczny port Kibotos, gdzie znajdowały się arsenały miejskie.
Za Kibotos przecinał miasto kanał żeglowny łączący port z Jeziorem Mareotis, a za nim rozciągała się dzielnica Nekropolis z licznymi ogrodami, grobowcami i miejscami mumifikacji zwłok. Nad kanałem od strony miasta wznosił się Serapeion, najsłynniejsza świątynia aleksandryjska poświęcona Serapisowi, patronowi miasta. Na wschodzie, za murami, rozciągała się, ufundowana przez cesarza Augusta dzielnica Nikopolis z amfiteatrem i stadionem.
Około 200 p.n.e. Aleksandrię zamieszkiwało 500 tys. osób.

## Miasta partnerskie
- Ateny, Grecja
- Bratysława, Słowacja
- Cleveland, Stany Zjednoczone
- Konstanca, Rumunia
- Durban, RPA
- Odessa, Ukraina
- Sankt Petersburg, Rosja
- Giumri, Armenia